# جيمي ستيوارت (سياسي)
جيمي ستيوارت (بالإنجليزية: Jimmy Stewart)‏ هو سياسي أمريكي، ولد في 24 مايو 1969 في هنغتينغتون في الولايات المتحدة. حزبياً، نشط في الحزب الجمهوري. وقد انتخب عضو مجلس نواب أوهايو.